# De Ark (Rotterdam)
De Ark in de Rotterdamse wijk Vreewijk was een instelling voor kinderen getroffen door polio in de jaren vijftig van de twintigste eeuw en bestond tot 2010. 
Toen in 1955 Nederland getroffen werd door een epidemie poliomyelitis, waarbij ernstige verlamming optreedt van de spieren in ledematen en ademhaling, kwam er behoefte aan gespecialiseerde woonhuizen, waar op maat zorg geleverd kon worden. Dit was nodig omdat de kinderen als gevolg van de ziekte vaak niet meer volledig zelfstandig konden ademhalen en bewegen. In eerste instantie werd op de afdeling interne geneeskunde van het Zuiderziekenhuis provisorisch voorzieningen ingericht. In 1958 kwamen er, mede gefinancierd door ondernemers in Rotterdam, mogelijkheden om naast het Zuiderziekenhuis een aparte wooneenheid te bouwen. Deze werd 'de Ark' gedoopt. 
De Ark kreeg onder andere steun vanuit het Poliofonds, later het Prinses Beatrix Fonds geheten. Leden van het koninklijk huis bezochten regelmatig het paviljoen van de Ark. In 1960 werd de bungalow van de Ark uitgebreid met de Ark II, dit was onder andere nodig omdat de kinderen uit de jaren 50 volwassen werden, en meer behoefte hadden aan privacy. In 1964 volgde een derde verbouwing, waarbij het oorspronkelijke pand het veld moest ruimen. De bewoners van de Ark bleven daar vaak een groot deel van hun leven. Personeel van het Zuiderziekenhuis organiseerde geregeld benefieten om de bewoners van de Ark van wat extra fondsen te voorzien. 
Na de sluiting van het Zuiderziekenhuis leek het er in eerste instantie op dat het hele ziekenhuis-complex zou worden gesloopt. Uiteindelijk bleef een groot deel van uiteindelijk toch gespaard, maar de Ark zelf werd na 2015 wel afgebroken. 